# 4e Screen Actors Guild Awards
De 4e Screen Actors Guild Awards, waarbij prijzen werden uitgereikt voor uitstekende acteerprestaties in film en televisie voor het jaar 1997, gekozen door de leden van de Screen Actors Guild, vonden plaats op 8 maart 1998 in het Shrine Auditorium in Los Angeles. De prijs voor de volledige carrière werd uitgereikt aan Elizabeth Taylor.

## Film

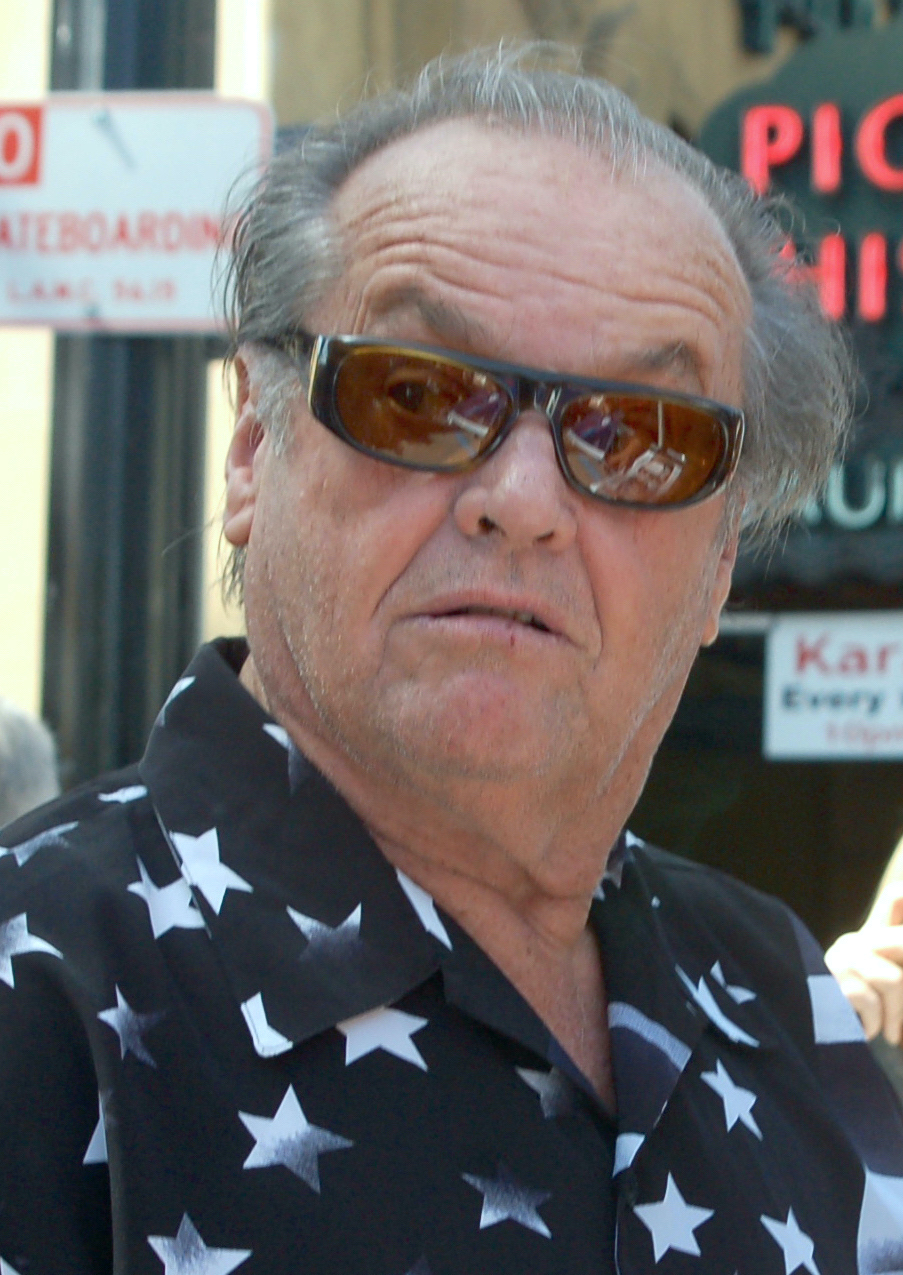
Jack Nicholson (As Good as It Gets), winnaar mannelijke acteur in een hoofdrol

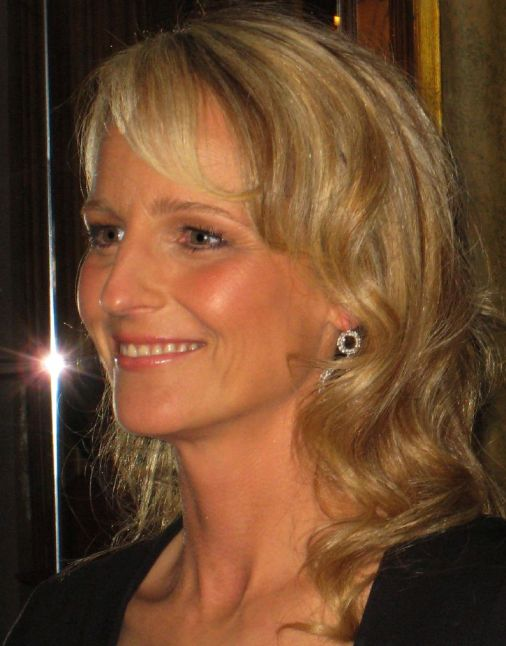
Helen Hunt (As Good as It Gets), winnaar vrouwelijke acteur in een hoofdrol

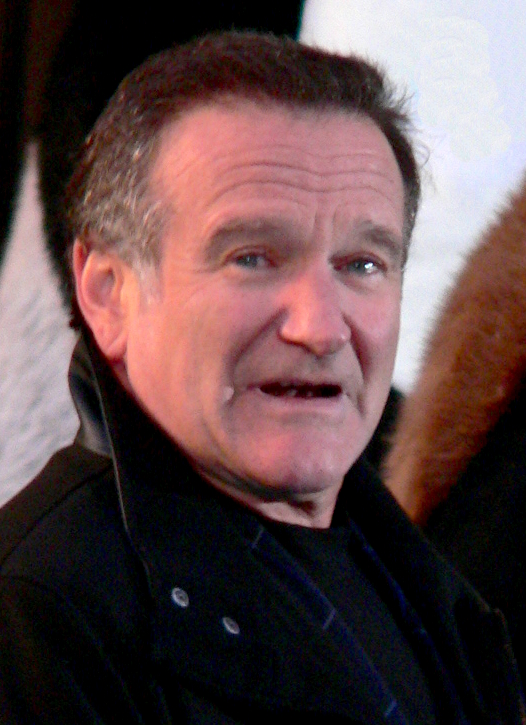
Robin Williams (Good Will Hunting), winnaar mannelijke acteur in een bijrol

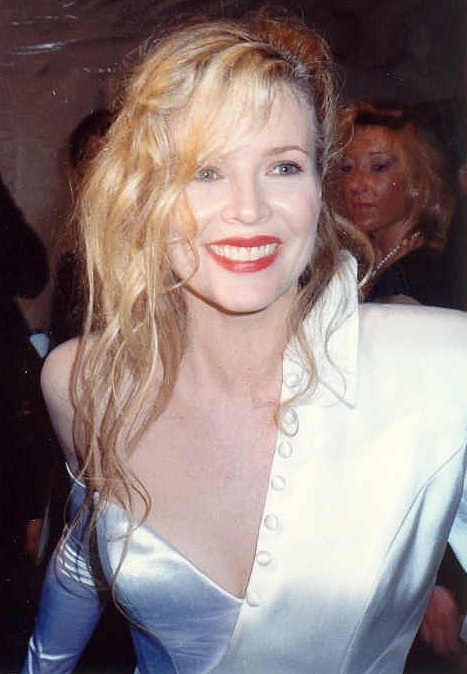
Kim Basinger (L.A. Confidential)), winnaar vrouwelijke acteur in een bijrol

De winnaars staan bovenaan in vet lettertype.

#### Cast in een film
Outstanding Performance by a Cast in a Motion Picture
- The Full Monty
  - Boogie Nights
  - Good Will Hunting
  - L.A. Confidential
  - Titanic

#### Mannelijke acteur in een hoofdrol
Outstanding Performance by a Male Actor in a Leading Role
- Jack Nicholson - As Good as It Gets
  - Matt Damon - Good Will Hunting
  - Robert Duvall - The Apostle
  - Peter Fonda - Ulee's Gold
  - Dustin Hoffman - Wag the Dog

#### Vrouwelijke acteur in een hoofdrol
Outstanding Performance by a Female Actor in a Leading Role
- Helen Hunt - As Good as It Gets
  - Helena Bonham Carter - The Wings of the Dove
  - Judi Dench - Mrs. Brown
  - Pam Grier - Jackie Brown
  - Kate Winslet - Titanic
  - Robin Wright Penn - She's So Lovely

#### Mannelijke acteur in een bijrol
Outstanding Performance by a Male Actor in a Supporting Role
- Robin Williams - Good Will Hunting
  - Billy Connolly - Mrs. Brown
  - Anthony Hopkins - Amistad
  - Greg Kinnear - As Good as It Gets
  - Burt Reynolds - Boogie Nights

#### Vrouwelijke acteur in een bijrol
Outstanding Performance by a Female Actor in a Supporting Role
- Kim Basinger - L.A. Confidential
- Gloria Stuart - Titanic
  - Minnie Driver - Good Will Hunting
  - Alison Elliott - The Wings of the Dove
  - Julianne Moore - Boogie Nights

## Televisie

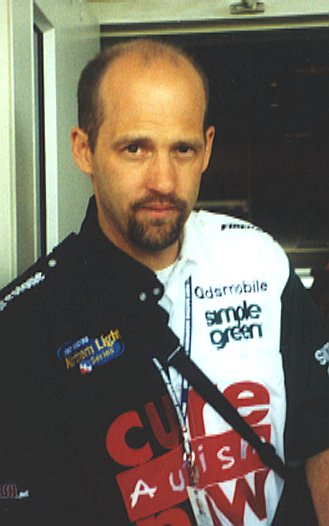
Anthony Edwards (ER), winnaar mannelijke acteur in een dramaserie

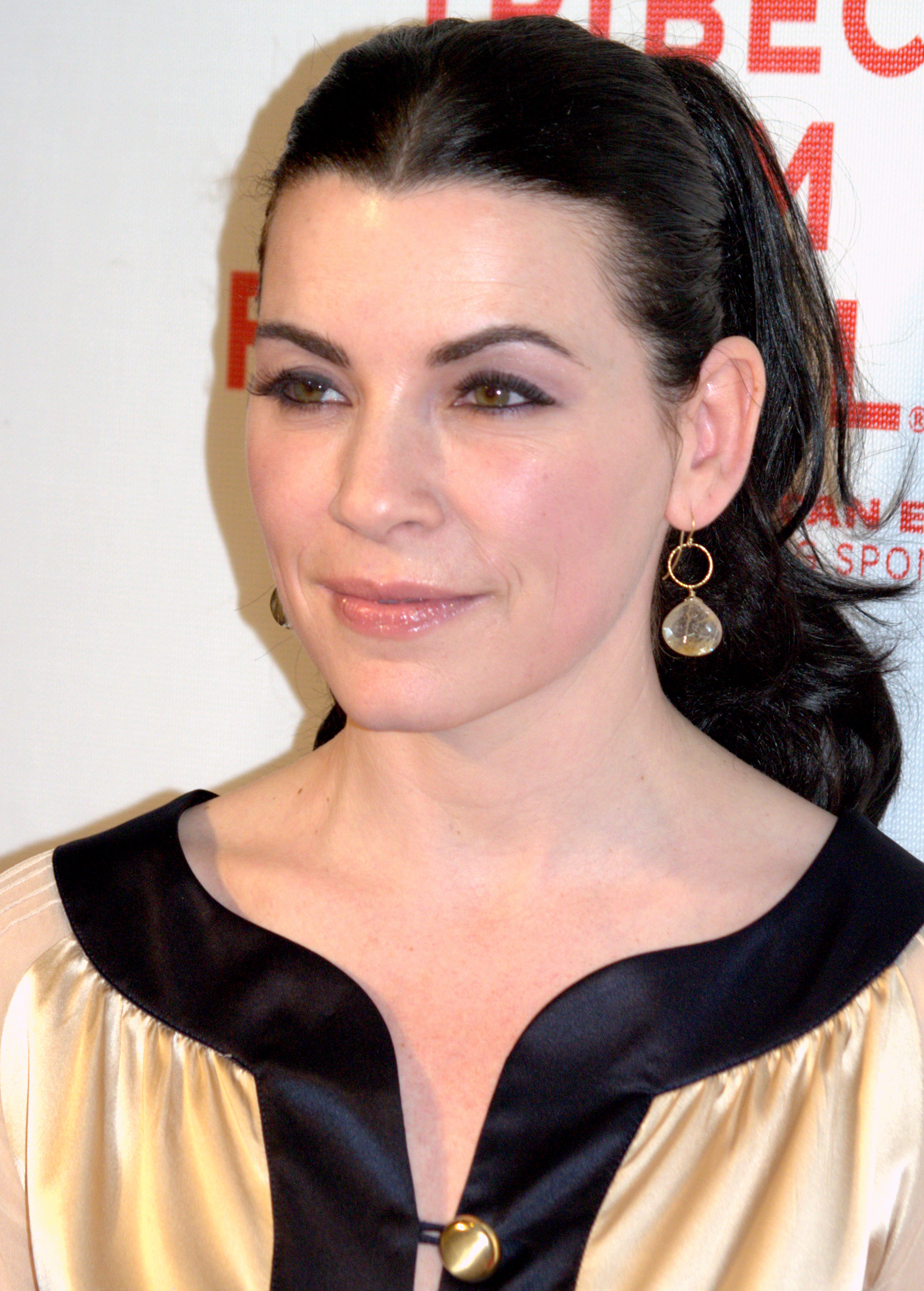
Julianna Margulies (ER), winnaar vrouwelijke acteur in een dramaserie

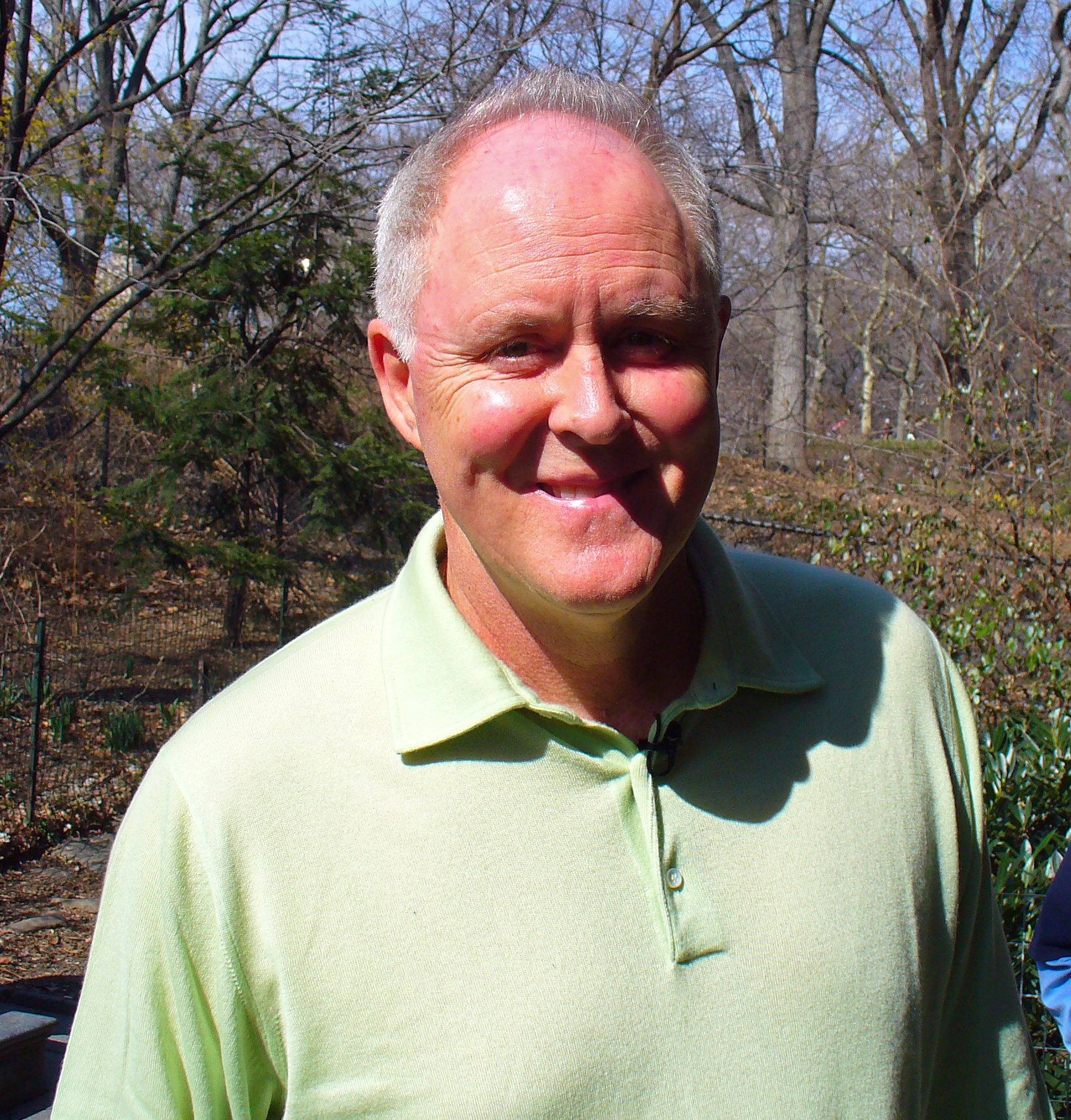
John Lithgow (3rd Rock from the Sun), winnaar mannelijke acteur in een komedieserie

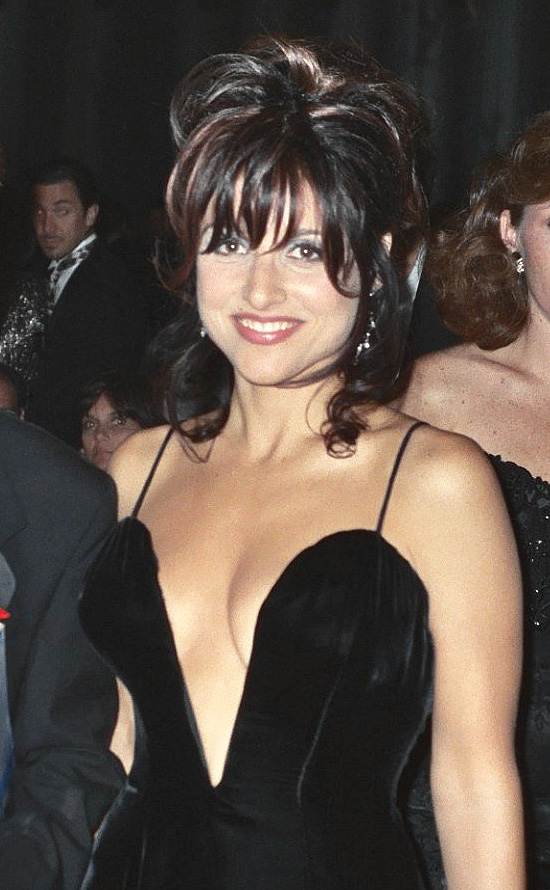
Julia Louis-Dreyfus (Seinfeld), winnaar vrouwelijke acteur in een komedieserie

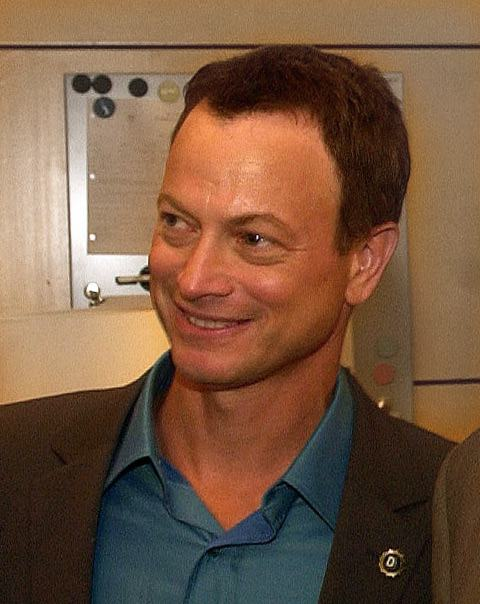
Gary Sinise (George Wallace), winnaar mannelijke acteur in een miniserie of televisiefilm

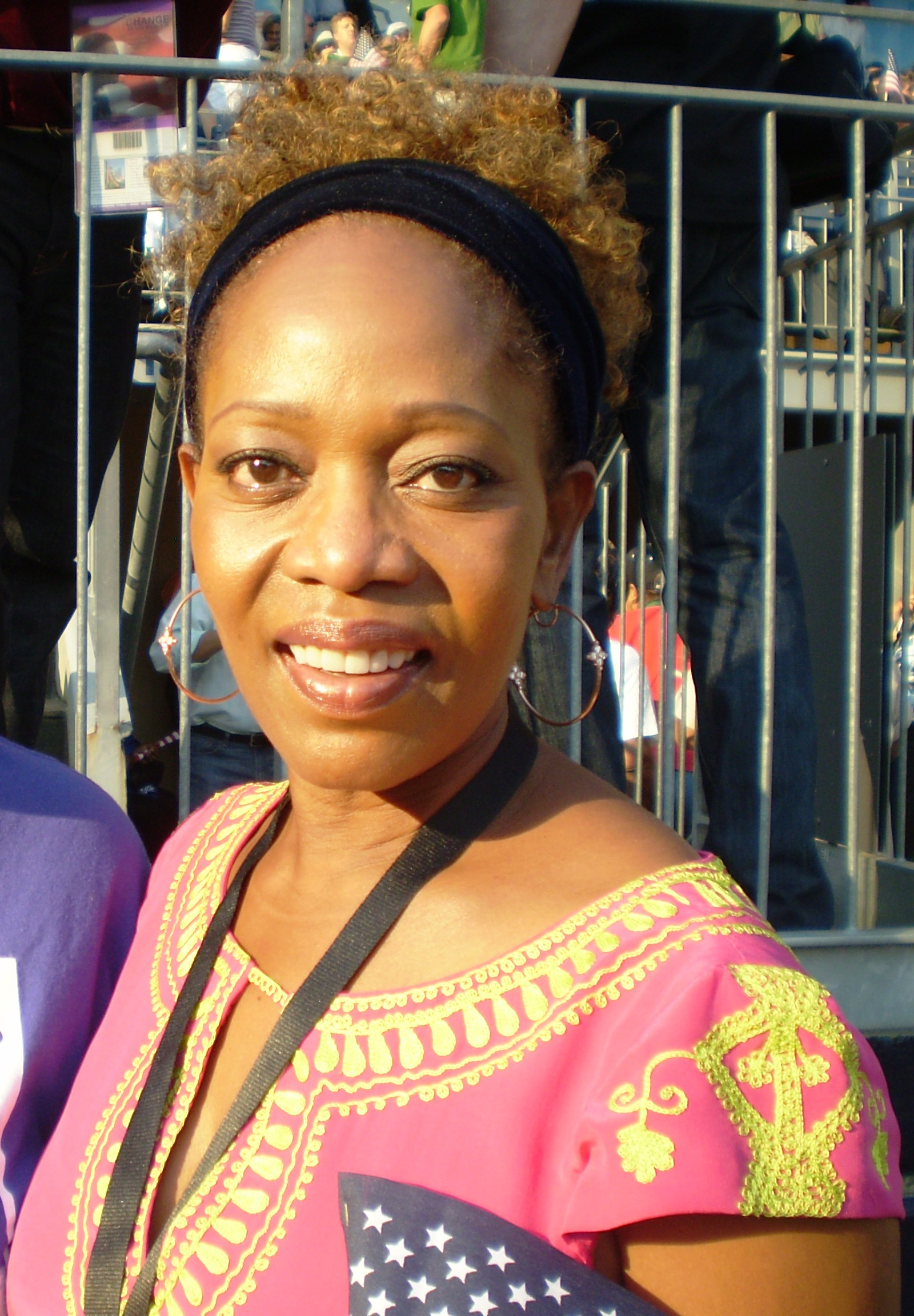
Alfre Woodard (Miss Evers' Boys), winnaar vrouwelijke acteur in een miniserie of televisiefilm

De winnaars staan bovenaan in vet lettertype.

#### Ensemble in een dramaserie
Outstanding Performance by an Ensemble in a Drama Series
- ER
  - Chicago Hope
  - Law & Order
  - NYPD Blue
  - The X-Files

#### Mannelijke acteur in een dramaserie
Outstanding Performance by a Male Actor in a Drama Series
- Anthony Edwards - ER
  - David Duchovny - The X-Files
  - Dennis Franz - NYPD Blue
  - Jimmy Smits - NYPD Blue
  - Sam Waterston - Law & Order

#### Vrouwelijke acteur in een dramaserie
Outstanding Performance by a Female Actor in a Drama Series
- Julianna Margulies - ER
  - Gillian Anderson - The X-Files
  - Kim Delaney - NYPD Blue
  - Christine Lahti - Chicago Hope
  - Della Reese - Touched by an Angel

#### Ensemble in een komedieserie
Outstanding Performance by an Ensemble in a Comedy Series
- Seinfeld
  - 3rd Rock from the Sun
  - Ally McBeal
  - Frasier
  - Mad About You

#### Mannelijke acteur in een komedieserie
Outstanding Performance by a Male Actor in a Comedy Series
- John Lithgow - 3rd Rock from the Sun
  - Jason Alexander - Seinfeld
  - Kelsey Grammer - Frasier
  - David Hyde Pierce - Frasier
  - Michael Richards - Seinfeld

#### Vrouwelijke acteur in een komedieserie
Outstanding Performance by a Female Actor in a Comedy Series
- Julia Louis-Dreyfus - Seinfeld
  - Kirstie Alley - Veronica's Closet
  - Ellen DeGeneres - Ellen
  - Calista Flockhart - Ally McBeal
  - Helen Hunt - Mad About You

#### Mannelijke acteur in een miniserie of televisiefilm
Outstanding Performance by a Male Actor in a Television Movie or Miniseries
- Gary Sinise - George Wallace
  - Jack Lemmon - 12 Angry Men
  - Sidney Poitier - Mandela and De Klerk
  - Ving Rhames - Don King: Only in America
  - George C. Scott - 12 Angry Men

#### Vrouwelijke acteur in een miniserie of televisiefilm
Outstanding Performance by a Female Actor in a Television Movie or Miniseries
- Alfre Woodard - Miss Evers' Boys
  - Glenn Close - In the Gloaming
  - Faye Dunaway - The Twilight of the Golds
  - Sigourney Weaver - Snow White: A Tale of Terror
  - Mare Winningham - George Wallace